# Нови-Бечей
Нови-Бечей (серб. Нови Бечеј, венг. Törökbecse) — город в Сербии Средне-Банатского округа. Административный центр одноименной общины.
Расположен на юго-востоке Воеводины, в южной части историко-географической области Банат на реке Тиса, недалеко от устья канала Дунай — Тиса — Дунай, в Среднедунайской низменности.

## Население
| 1953    | 1961    | 1971    | 1981    |
| ------- | ------- | ------- | ------- |
| 16 303  | ↗16 378 | ↘16 075 | ↗16 091 |
| 1984    | 1991    | 2002    | 2011    |
| ↘15 664 | ↘15 404 | ↘14 452 | ↘13 133 |

## Название
Нови-Бечей означает «Новый Бечей». В прошлом он был известен как Турски Бечей (сербская кириллица: Турски Бечеј, «Турецкий Бечей»), в то время как нынешний город Бечей через реку Тиса (в регионе Бачка) в прошлом был известен как Стари Бечей и сегодня известен как Бечей.
Существует несколько версий происхождения названия города. Во-первых, это происходит от Кастеллюм-де-Бече, что было названием форта, расположенного недалеко от современного центра города. Другая теория заключается в том, что название было дано в честь семьи Вечей, которая использовала правила поселения и земли вокруг современного Нови Бечей. Город был также известен как Турски Бечей. В 1919 году он был переименован в Нови Бечей.
В течение короткого периода времени после Второй мировой войны, с 1947 по 1952 год, название города было Волошиново в честь полковника Красной Армии, Героя Советского Союза Лаврентия Волошина, отличившегося при форсировании Дуная в боях за освобождение города.
На сербском языке город известен как Нови Бечей, на венгерском Törökbecse и на немецком Neu-Betsche. Как сербский, так и венгерский официально используются муниципальными властями.

## История
На территории города были найдены орнитоморфные подвески, которые датируются XII веком до нашей эры. Даки населяли регион до римского завоевания во II—I веках до нашей эры.
Город был впервые упомянут в 1091 году при администрации Королевства Венгрия. В XV веке он был владением сербского деспота Г. Бранковича. Во время Османского правления (в 1660—1666) он был населен преимущественно этническими сербами. Османцы управляли городом с 1552 по 1718 год. До 1918 года он был частью Габсбургской монархии, затем частью Королевства сербов, хорватов и словенцев и последующих южнославянских государств.

## Достопримечательности
- Средневековая романская церковь, расположенная примерно в двенадцати километрах к северу от города. Это одна из старейших церквей, построенных во времена древнего королевства Венгрии. Церковь была построена около 1230 года.

## Персоналии
- Берич, Александар — военный моряк, герой сербской войны
- Маринкович, Иосиф — сербский композитор
- Ружич, Драгиня — первая сербская профессиональная актриса.

## Города-побратимы
- Венгрия — Мезетур
- Словакия — Штурово
- Россия — Батайск